# Tutti.ch
tutti.ch ist ein Schweizer Kleinanzeigenportal. Die Plattform gehört seit 2021 der Swiss Marketplace Group, einem Joint Venture von TX Group, Ringier, die Mobiliar und der US-Finanzgesellschaft General Atlantic.
Gemäss Angaben von NetMetrix verzeichnete die Website im Mai 2017 12 Mio. Besuche und über 240 Mio. Seitenaufrufe. Damit ist tutti.ch eine der grössten Websites der Schweiz. 
Auf tutti.ch können Benutzer Artikel nach Kantonen unterteilt inserieren und suchen. Für die Verwendung von tutti.ch als Online-Marktplatz fallen weder für Käufer noch für Verkäufer Transaktionskosten an.

## Geschichte
tutti.ch wurde im Februar 2010 von der norwegischen Mediengruppe Schibsted in der Schweiz lanciert. Im Februar 2015 wurde tutti.ch von der Schweizer Mediengruppe Tamedia übernommen.
Wenige Monate später gab Tamedia bekannt, dass die Kleinanzeigenplattform olx.ch mit tutti.ch zusammengeschlossen werde. Die Marke OLX wurde aufgegeben und verschwand 2016 komplett vom Schweizer Markt.